# راي ديفيد أوين
كان راي ديفيد أوين (بالإنجليزية: Ray David Owen)‏ (30 أكتوبر 1915 – 21 سبتمبر 2014) مُعلمًا وعالمًا، وكان اكتشافه لأنواع خلايا دم حمراء «مختلطة» غير عادية في توائم الماشية عام 1945، السبب في إطلاق المجالات المعاصرة لعلم المناعة وزراعة الأعضاء. نُشرت اكتشافات أوين عام 1945 في مجلة ساينس. بيّن هذا الاكتشاف أنه يجري «التعرف» على الخلايا الذاتية من قِبل جهاز المناعة أثناء النمو الجنيني، كما عبّد هذا الاكتشاف الطريق لبحثٍ يتعلق بحَثّ التحمل المناعي للجسم وترقيع الأنسجة الباكر. حين مُنح فرانك ماكفارلين بورنت والسير بيتر بريان مِدوّر عام 1960 جائزة نوبل في علم وظائف الأعضاء أو الطب لاكتشاف التحمل المناعي المكتسب، لم يُذكر أوين في الجائزة. على أي حال، في رسالة إلى أوين، أعرب مدوّر عن اعتقاده بأنه كان على أوين أن يُدرج بين أسماء الحاصلين على الجائزة. قاد أوين أيضًا المجهود الناجح لإدخال طلاب جامعيين من الإناث إلى معهد كاليفورنيا للتكنولوجيا (أو كالتيك).

## بحثه
كطالب دكتوراه، درس أوين الطيور بشكل أساسي؛ كانت أطروحته عن عقم الأصناف الهجينة. كزميل في مختبر جامعة ويسكونسن في مرحلة ما بعد الدكتوراه في اختصاص علم الوراثة المناعي، انتقلت اهتمامات أوين البحثية من الدجاوزيات إلى الماشية. درس المختبر عينات دم ماشية من كل أنحاء العالم، وجرى البحث عن العلامات الجينية ووراثة مستضدات خلايا الدم الحمراء. قاد هذا البحث أوين للتحقيق في حالة جينية متعلقة بتوأم من العجول وُلدا من فحلين مختلفين. حمل كل عجل منهما مجموعتي مستضدات فصيلة الدم الأبوية. «كشفت تحاليل أوين أن التوأم كان خيمريًا، يحوي كل منهما على خلايا الدم الخاصة به بالإضافة إلى الخلايا المستمدة من شقيقه التوأم». كان هذا التوأم متوافق مناعيًا.
نُشرت اكتشافات أوين دون اهتمام يُذكر، حتى جاء الوقت الذي نشر فيه فرانك ماكفارلين بورنت وفرانك فينر بحثهما «إنتاج الأجسام المضادة» عام 1949. عَرفَ بيتر مدوّر، من خلال عمل برنت وفينر، عن اكتشافات أوين واستخدمها للمساعدة في شرح اكتشافاته التي أظهرت أن توأم عجول غير متطابق سيقبل رُقع جلد من بعضه البعض بعد الولادة. أدى هذا في النهاية إلى حصول بورنت ومدوّر على جائزة نوبل لعام 1960 في علم وظائف الأعضاء أو الطب وذلك لاكتشاف التحمل المناعي المكتسب. استمر بحث أوين في مجال المناعة وعلم الوراثة، خصوصًا في مجالي التحمل المناعي والخلايا الجذعية. شارك بتأليف رسائل بحثية شرحت «استخدام الإشعاع كوسيلة لتثبيط أو إعادة ضبط الجهاز المناعي قبل زرع نخاع عظم أو أنسجة أخرى».

## سيرته المهنية في كالتيك
عرضت كالتيك على أوين منصب أستاذ مساعد في البيولوجيا عام 1947. حصل على منصب أستاذ متفرغ عام 1953 وعُيّن أستاذًا فخريًا عام 1983. من عام 1961 إلى عام 1968، عمل أوين كرئيسٍ لقسم البيولوجيا في كالتيك.
في حين حفاظ أوين على برنامج بحثي نشط، أصبح تعليمه وتوجيهه ومهامه الإدارية جزء مهم من سيرته المهنية الأكاديمية. شارك أوين في تأليف (مع أدريان سرب) «علم الوراثة العام»، ونُشر عام 1952. كان من أكثر الكتب المرجعية قراءةً في علم الجينات في زمانه.
في أوائل ستينيات القرن العشرين ترأس أوين «اللجنة الخاصة بسنة المستجدين» في كالتيك. اعتُمدت توصيات اللجنة عام 1964، من ضمنها نظام درجات ناجح/راسب للطلاب المستجدين واعتماد برنامج المواد الاختيارية في المنهاج الدراسي للسنة الأولى. عملت هذه اللجنة أيضًا من أجل السماح بدخول النساء إلى كالتيك؛ التحقت أول طالبة جامعية أنثى عام 1970. عمل أوين أيضًا كنائبٍ لرئيس شؤون الطلاب وكعميدٍ للطلاب من عام 1975 إلى 1980.
كان مُرشدًا داعمًا ومعلمًا لكل المُتعلمين. في مقابلة مع جامعة ويسكونسن، رأى ديفيد، ابن أوين، أن تنشئة والده القروية أثرت على سيرته في نواح عدة – أخلاق عمله، ومهارته في العمل مع الحيوانات، ودعمه للنساء وللأقليات ولآخرين ممن واجهوا عقبات مفرطة على طريقِ سيرةٍ مهنيةٍ في العلم. قال ديفيد أوين «عرفَ أن الأشخاص الموهوبين يأتون من جميع الخلفيات».